# Tribu Falerna
La tribu Falerna (en latin classique : Fǎlěrīna) est l'une des trente-et-une tribus rustiques de la Rome antique.
D'après Tite-Live, elle aurait été créée en 318 AUB.